# Magazine Luiza
Magazine Luiza est une entreprise de grande distribution brésilienne. Son siège est situé à Franca dans l'État de São Paulo. L'entreprise est détenue par Luiza Helena Trajano et sa famille.

## Histoire
Magazine Luiza est fondé en 1957.
En décembre 2020, Magazine Luiza annonce l'acquisition de Hub Prepaid, entreprise brésilienne spécialisée dans les paiements électroniques, pour 56 millions de dollars